# Comunità montana Collina Materana
La comunità montana Collina materana è una delle quattordici comunità comprese nella regione Basilicata e comprende sette comuni della provincia di Matera.

## Territorio
Ha sede a Stigliano e copre un totale di 7 comuni: Accettura, Aliano, Gorgoglione, Cirigliano, Craco, San Mauro Forte e Stigliano; il numero di residenti è di 13 217 abitanti.

### Comuni
Ne fanno parte i comuni di:
| Rank   | Comune          | Superficie (km²) | Abitanti | Densità (ab./km²)    | Altitudine (m s.l.m.) | Frazioni                                                            |
| ------ | --------------- | ---------------- | -------- | -------------------- | --------------------- | ------------------------------------------------------------------- |
| 1      | Accettura       | 90,37            | 1.842    | 20,38                | 770                   |                                                                     |
| 2      | Aliano          | 98,41            | 1.009    | 10,25                | 555                   | Alianello                                                           |
| 3      | Gorgoglione     | 34,93            | 1.001    | 28,66                | 800                   |                                                                     |
| 4      | Cirigliano      | 14,90            | 355      | 23,83                | 656                   |                                                                     |
| 5      | Craco           | 77,04            | 762      | 9,89                 | 391                   | Craco Peschiera                                                     |
| 6      | San Mauro Forte | 87,06            | 1.658    | 19,04                | 540                   |                                                                     |
| 7      | Stigliano       | 211,15           | 4.446    | 21,06                | 909                   | Calvera, Caputo, Carpinello, Gannano, Santo Spirito, Serra di Croce |
| Totali |                 | 613,86           | 11.073   | 19,01 (valore medio) | 660,14 (valore medio) |                                                                     |

I dati sono aggiornati al 01/01/2016